# Klorambucil
Klorambucil (marknadsfört som Leukeran av Glaxo Smith Kline) är ett läkemedel för kemoterapi. Det är en kvävesenapsförening som är ett alkyleringsmedel och kan ges oralt.
Klorambucil finns med på Världshälsoorganisationens lista över essentiella läkemedel.

## Historia
Kvävesenapsföreningar uppstod genom derivatisering av svavelbaserad senapsgas, efter det att militär personal som exponerats för senapsgas under första världskriget visade sig ha minskat antal blodkroppar. Eftersom svavelbaserad senapsgas var för giftig för att användas på människa, antog Gilman et al. att man genom att minska elektrofiliciteten hos medlet kunde få fram mindre giftiga läkemedel. För att åstadkomma detta tillverkade de senapsgasanaloger som var mindre elektrofila genom att byta ut svavel mot kväve, vilket ledde till kvävesenapsföreningarna.
Med ett godtagbart terapeutiskt index hos människor introducerades kvävesenapsföreningar på klinik 1946. Alifatiska kvävesenapsföreningar utvecklades först, såsom mekloretaminhydroklorid som fortfarande används idag.
På 1950-talet började aromatiska kvävesenapsföreningar, som klorambucil, användas som mindre giftiga alkyleringsmedel än sina alifatiska motsvarigheter. De visade sig vara mindre elektrofila och reagerar långsammare med DNA. Dessutom kan de ges oralt, vilket är en viktig fördel.
Klorambucil syntetiserades första gången av Everett och kollegor 1953.

## Medicinsk användning
Klorambucil används för närvarande huvudsakligen vid kronisk lymfatisk leukemi, då den tolereras väl av flertalet patienter. Klorambucil har under senare tid bytts ut mot fludarabin som förstahandsval vid behandling av yngre patienter. Klorambucil kan användas för behandling av några olika  typer av non-Hodgkins lymfom, macroglobulinemi, polycythemia vera, trofoblastisk neoplasma och äggstockscancer.  Den har även använts som ett immunosuppressivt läkemedel för olika autoimmuna och inflammatoriska tillstånd, såsom  nefrotiskt syndrom.

## Biverkningar
Benmärgssuppression (anemi, neutropeni, trombocytopeni) är den vanligaste biverkningen vid användning av klorambucil. Biverkningen går normalt tillbaka då man slutar med läkemedlet. Liksom många andra alkyleringsmedel, har klorambucil kopplats till utvecklingen av andra cancerformer.
Mindre vanliga biverkningar omfattar:
- Gastrointestinal distress (illamående, kräkning, diarré och sår i munhåla och svalg).
- Centrala nervsystemet: kramper, tremor, muskelryckningar, förvirring, agitation, ataxi och hallucinationer.
- Hudreaktioner
- Hepatotoxicitet
- Infertilitet
- Håravfall

## Farmakologi

### Verkningsmekanism
Anticancereffekten hos klorambucil beror på att DNA-replikationen störs och DNA i cellen blir förstört. Klorambucil alkylerar och tvärbinder DNA under alla faser av cellcykeln. Det finns tre mekanismer för hur DNA förstörs:
1. Alkylgrupper fäster vid DNA-baser, vilket resulterar i att DNA fragmenteras av reparationsenzymer när dessa försöker ersätta de alkylerade baserna. Detta hindrar DNA-syntes och RNA-transkription från det påverkade DNA:t.
2. DNA förstörs genom tvärbindningar mellan de två strängarna i DNA så att de inte kan separeras och transkriberas.
3. Felparning av nukleotiderna framkallas av klorambucil, vilket leder till mutationer.

De exakta mekanismerna för hur klorambucil dödar tumörceller är ännu inte fullständigt klarlagda.

### Begränsningar i biotillgänglighet
En nyligen genomförd studie visar att klorambucil reagerar med mänskligt glutation-transferas, ett enzym som ofta återfinns i onaturligt stora mängder i cancervävnad.
Klorambucil, som agerar elektrofil, görs mindre reaktiv genom att binda till glutation och därmed blir läkemedlet mindre giftigt för cellen.

## Syntes
Klorambucil framställs ur acetanilid (bild 1)  och bärnstenssyraanhydrid (bild 2). 
I det första steget sker en Friedel-Crafts acylering katalyserad av AlCl3 och produkten är den acylerade acetamiden (bild 3). Ketogruppen (bild 3) reduceras bort med vätgas och en palladiumkatalysator (Pd-C).
Reaktionen görs i metanol och man får då metylestern (bild 4). Estern behandlas med bas för att hydrolysera både amid- och esterfunktionaliteterna i molekylen, och produkten blir 4-(4-aminofenyl)butansyra (bild 5). Reaktion med två molekvivalenter etenoxid ger produkten (bild 6), som behandlas med fosforylklorid varpå alla hydroxylgrupper byts ut mot klorid. Slutligen tillsätts vatten för att hydrolysera den intermediära syrakloriden och slutprodukten är klorambucil.